# Benji & Fede

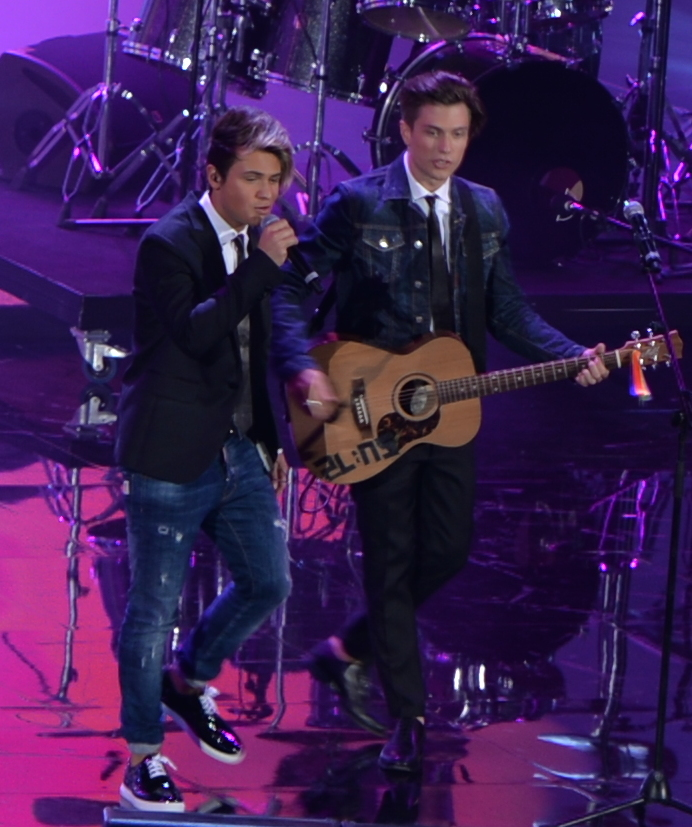
Auftritt des Duos bei den Wind Music Awards 2016

Benji & Fede ist ein italienisches Popduo aus Modena, das seit 2010 aktiv ist. Es besteht aus Benjamin Mascolo (* 20. Juni 1993) und Federico Rossi (* 22. Februar 1994).

## Werdegang
Die beiden jungen Musiker lernten sich über das Internet kennen und beschlossen daraufhin, ein Duo zu formen. Als Benji & Fede veröffentlichten sie zunächst Cover auf YouTube. Beide stammten aus Modena, da Mascolo jedoch zwischenzeitlich einen zweijährigen Auslandsaufenthalt bei Verwandten im australischen Hobart absolvierte, waren sie zunächst hauptsächlich über das Internet in Kontakt. 2014 versuchten sie, in der Newcomer-Kategorie des Sanremo-Festivals anzutreten, sie schafften es jedoch nicht durch die Vorauswahl. In der Folge bemühten sie sich, ihre Fans über die sozialen Netzwerke stärker zu involvieren, womit sie ihre Bekanntheit steigern konnten. Bei einer durch einen Radiosender initiierten Auftrittsreihe auf öffentlichen Plätzen wurden sie von einem Talentscout von Warner Music Italia entdeckt und durch das Major-Label unter Vertrag genommen.
Im Sommer 2015 verhalfen die Single Tutta d’un fiato und ein Auftritt beim Coca Cola Summer Festival dem Duo zu noch größerer Bekanntheit. Produziert von Andy Ferrara und Marco Barusso erschien sodann Anfang Oktober ihr Debütalbum. Der Titel 20:05 leitet sich von der Uhrzeit ab, zu der Rossi erstmals Mascolo kontaktiert hatte. Das Album konnte auf Anhieb die Spitze der italienischen Albumcharts erreichen. Als nächste Single erschien Lunedì, außerdem folgte eine erste Tournee. Beim Sanremo-Festival 2016 traten Benji & Fede am dritten Abend zusammen mit Alessio Bernabei auf. Am 31. März veröffentlichten sie das autobiographische Buch Vietato smettere di sognare („Verboten, mit dem Träumen aufzuhören“). Zusammen mit dem spanischen Sänger Xriz nahmen sie im Juni eine neue Version von dessen Lied Eres mía auf, womit sie erstmals auch für den spanischen und lateinamerikanischen Markt lanciert wurden und in Italien auf Anhieb die Top 10 der Singlecharts erreichten.
Am 21. Oktober 2016 erschien das zweite Album 0+ (gesprochen Zero positivo), dem die Single Amore Wi-Fi vorangegangen war. Das Album enthielt auch Duette mit Max Pezzali und Annalisa. 2017 war Tutto per una ragione (das Duett mit Annalisa) einer der Sommerhits in Italien. Das dritte Album Siamo solo noise erreichte 2018 erneut die Spitze der Charts. Aus diesem ging auch der Sommerhit Moscow Mule hervor. Der nächste Sommerhit Dove e quando, produziert von Merk & Kremont, bescherte dem Duo 2019 schließlich den ersten Nummer-eins-Hit. Im Oktober erschien das vierte Album des Duos unter dem Titel Good Vibes, erneut ein Nummer-eins-Album.
Im Februar 2020 gab das Duo bekannt, dass es sich trennen wolle. Zum Abschluss erschien ein weiteres Buch, Naked. Tutto quello che non avete visto. Das für den 3. Mai 2020 geplante Abschlusskonzert in der Arena von Verona wurde pandemiebedingt mehrfach verschoben und fand schließlich am 11. und 12. Juli 2021 statt. Sowohl Benji (unter dem Pseudonym B3N) als auch Fede (unter seinem bürgerlichen Namen) begannen daraufhin Solokarrieren.
2024 kündigten Benji & Fede auf ihrem Facebook-Kanal ein weiteres gemeinsames Konzert am 16. November in Mailand und das Erscheinen einer neuen gemeinsamen Single mit dem Titel Musica Animale am 7. Juni an. Im Oktober desselben Jahres erschien nach fünfjähriger Pause ihr fünftes gemeinsames Album mit dem Titel Rewind.

## Diskografie

### Alben
| Jahr | Titel Musiklabel              | Höchstplatzierung, Gesamtwochen, AuszeichnungChartplatzierungen (Jahr, Titel, Musiklabel, Platzierungen, Wochen, Auszeichnungen, Anmerkungen) | Höchstplatzierung, Gesamtwochen, AuszeichnungChartplatzierungen (Jahr, Titel, Musiklabel, Platzierungen, Wochen, Auszeichnungen, Anmerkungen) | Anmerkungen                                                |
| Jahr | Titel Musiklabel              | IT | CH | Anmerkungen                                                |
| ---- | ----------------------------- | --- | --- | ---------------------------------------------------------- |
| 2015 | 20:05 Warner Music            | IT1 Platin · (67 Wo.)IT | — | Erstveröffentlichung: 9. Oktober 2015 Verkäufe: + 50.000   |
| 2016 | 0+ Warner Music               | IT1 ×2Doppelplatin · (50 Wo.)IT | — | Erstveröffentlichung: 21. Oktober 2016 Verkäufe: + 100.000 |
| 2018 | Siamo solo noise Warner Music | IT1 ×2Doppelplatin · (38 Wo.)IT | — | Erstveröffentlichung: 2. März 2018 Verkäufe: + 100.000     |
| 2019 | Good Vibes Warner Music       | IT1 Platin · (53 Wo.)IT | CH36 (1 Wo.)CH | Erstveröffentlichung: 18. Oktober 2019 Verkäufe: + 50.000  |
| 2024 | Rewind Warner Music           | IT4 (3 Wo.)IT | — | Erstveröffentlichung: 25. Oktober 2024                     |

### Singles
| Jahr | Titel Album                                   | Höchstplatzierung, Gesamtwochen, AuszeichnungChartplatzierungen (Jahr, Titel, Album, Platzierungen, Wochen, Auszeichnungen, Anmerkungen) | Höchstplatzierung, Gesamtwochen, AuszeichnungChartplatzierungen (Jahr, Titel, Album, Platzierungen, Wochen, Auszeichnungen, Anmerkungen) | Anmerkungen                                                                                    |
| Jahr | Titel Album                                   | IT | CH | Anmerkungen                                                                                    |
| --- | --------------------------------------------- | --- | --- | ---------------------------------------------------------------------------------------------- |
| 2015 | Tutta d’un fiato 20:05                        | IT75 Gold · (1 Wo.)IT | — | Erstveröffentlichung: 22. Juni 2015 Verkäufe: + 25.000                                         |
| 2015 | Lettera 20:05                                 | IT99 Gold · (1 Wo.)IT | — | Erstveröffentlichung: 9. November 2015 Verkäufe: + 25.000                                      |
| 2016 | Eres mía –                                    | IT6 Platin · (14 Wo.)IT | — | Erstveröffentlichung: 3. Juni 2016 mit Xriz; Original: Xriz (Solo-Version); Verkäufe: + 50.000 |
| 2016 | Amore Wi-Fi 0+                                | IT2 Gold · (7 Wo.)IT | — | Erstveröffentlichung: 30. September 2016 Verkäufe: + 25.000                                    |
| 2016 | Adrenalina 0+                                 | IT22 (3 Wo.)IT | — | Erstveröffentlichung: 14. Oktober 2016                                                         |
| 2016 | Forme geometriche (Addicted to You) 0+        | IT82 (1 Wo.)IT | — | Erstveröffentlichung: 25. November 2016 feat. Jasmine Thompson                                 |
| 2017 | Tutto per una ragione 0+                      | IT9 ×3Dreifachplatin · (23 Wo.)IT | — | Erstveröffentlichung: 12. Mai 2017 feat. Annalisa Verkäufe: + 150.000                          |
| 2018 | On Demand Siamo solo noise                    | IT26 (1 Wo.)IT | — | Erstveröffentlichung: 23. Februar 2018 feat. Shade                                             |
| 2018 | Moscow Mule Siamo solo noise                  | IT13 ×2Doppelplatin · (22 Wo.)IT | — | Erstveröffentlichung: 25. Juli 2018 Verkäufe: + 100.000                                        |
| 2018 | Universale Siamo solo noise (Limited Edition) | IT64 Gold · (2 Wo.)IT | — | Erstveröffentlichung: 26. Oktober 2018 Verkäufe: + 25.000                                      |
| 2019 | Dove e quando Good Vibes                      | IT1 ×5Fünffachplatin · (63 Wo.)IT | CH8 (30 Wo.)CH | Erstveröffentlichung: 31. Mai 2019 Verkäufe: + 350.000                                         |
| 2019 | Sale Good Vibes                               | IT67 Gold · (9 Wo.)IT | — | Erstveröffentlichung: 4. Oktober 2019 feat. Shari Verkäufe: + 35.000                           |
| Folgende Lieder erschienen nicht als Single, wurden aber durch das Album zum Download und Streaming bereitgestellt und konnten somit eine Platzierung erlangen: |                                               | | |                                                                                                |
| |                                               | | |                                                                                                |
| 2016 | Traccia numero 3 0+                           | IT71 (2 Wo.)IT | — | feat. Max Pezzali                                                                              |
| 2016 | Una foto 0+                                   | IT76 (1 Wo.)IT | — |                                                                                                |
| 2016 | Boomeranghi 0+                                | IT87 (1 Wo.)IT | — |                                                                                                |
| 2016 | A casa mia 0+                                 | IT88 (1 Wo.)IT | — |                                                                                                |
| 2016 | Non è da te 0+                                | IT95 (1 Wo.)IT | — |                                                                                                |
| 2019 | Magnifico difetto Good Vibes                  | IT50 Gold · (11 Wo.)IT | — | Verkäufe: + 35.000                                                                             |

Weitere Singles
- 2014: Ideali
- 2014: Da quando ci sei tu
- 2015: Lunedì (IT: Gold [25.000+])[12]
- 2016: New York (IT: Gold [25.000+])[12]
- 2017: Buona fortuna (IT: Gold [25.000+])[12]

## Bibliografie
- Benji & Fede: Vietato smettere di sognare. Rizzoli, Mailand 2016, ISBN 978-88-17-08742-1.
- Benji & Fede: Naked. Tutto quello che non avete visto. Mondadori, Mailand 2020, ISBN 978-88-918288-7-3.

## Auszeichnungen
- 2016: MTV Europe Music Awards als bester italienischer Act[15]

## Belege
1. 1 2  Massimo Longoni: Benji & Fede: “Facciamo tutto per i fan perché dobbiamo tutto a loro”. In: Tgcom24.it. Mediaset, 7. August 2015, abgerufen am 2. Dezember 2015 (italienisch).
2. ↑  Valentina Cesarini: Chi è il più corteggiato tra Benji & Fede? L’intervista. In: Sorrisi.com. Arnoldo Mondadori Editore, 9. Oktober 2015, abgerufen am 2. Dezember 2015 (italienisch).
3. ↑  Giovanni Ferrari: 5 cose da sapere su Benji & Fede. In: Panorama.it. Arnoldo Mondadori Editore, 19. Oktober 2015, abgerufen am 2. Dezember 2015 (italienisch).
4. ↑  Alessandro Alicandri: Vietato smettere di sognare: il libro di Benji & Fede letto per voi. In: Sorrisi.com. Arnoldo Mondadori Editore, 29. März 2016, abgerufen am 25. April 2016 (italienisch).
5. ↑  Andrea Cominetti: Benji e Fede si danno allo spagnolo: esce il singolo “Eres mia”. In: LaStampa.it. Fiat, 3. Juni 2016, abgerufen am 21. Juni 2016 (italienisch).
6. ↑  Nicoletta Tamberlich: Benji & Fede si separano, il 3 maggio ultimo concerto. ANSA, 17. Februar 2020, abgerufen am 16. Dezember 2020 (italienisch).
7. ↑  Andrea Conti: Benji e Fede all'Arena di Verona per l'ultima volta, così hanno detto addio. Il fatto quotidiano, 13. Juli 2021, abgerufen am 7. August 2021 (italienisch).
8. ↑  Benji & Fede: Facebook-Beitrag. 28. Mai 2024, abgerufen am 5. Juni 2024.
9. ↑  Benji & Fede: Facebook-Beitrag. 3. Juni 2024, abgerufen am 5. Juni 2024.
10. ↑  Alben von Benji & Fede. In: Italiancharts.com. Hung Medien, archiviert vom Original (nicht mehr online verfügbar) am 5. April 2018; abgerufen am 4. April 2018.  Info: Der Archivlink wurde automatisch eingesetzt und noch nicht geprüft. Bitte prüfe Original- und Archivlink gemäß Anleitung und entferne dann diesen Hinweis.
11. ↑  Alben von Benji & Fede. In: hitparade.ch. Hung Medien, abgerufen am 30. Oktober 2019 (CH).
12. 1 2 3 4 5 6 7 8 9 10 11 12 13 14 15 16 17  Auszeichnungsarchiv. FIMI, abgerufen am 11. Oktober 2021 (italienisch).
13. ↑  Archivio classifiche Top Digital. FIMI, abgerufen am 11. Oktober 2021.
14. ↑  Songs von Benji & Fede. In: hitparade.ch. Hung Medien, abgerufen am 14. Juli 2019 (CH).
15. ↑  Benji & Fede Best Italian Act a Mtv Emas. In: ansa.it. ANSA Società Cooperativa, 6. November 2016, abgerufen am 2. März 2022 (italienisch).